# أرتور بيكر
أرتور بيكر (بالألمانية: Artur Becker)  (و. 1968  م) هو مترجم، وكاتب، وكاتب مقالات من جمهورية بولندا الشعبية، وألمانيا.

## التعليم
تعلم في جامعة بريمن (حتى 1997)
.

## جوائز
حصل على جوائز منها:

Adelbert von Chamisso Prize ‏ (2009)

## روابط خارجية
- أرتور بيكر على موقع مونزينجر (الألمانية)